# Château de la Blaquière
Le château de la Blaquière est un édifice dont le gros-œuvre date probablement du  XIVe siècle. Il a subi diverses modifications jusqu'au XVIIe siècle.
Ce monument recensé par l'Inventaire général du patrimoine culturel est situé à Saint-Jean-de-la-Blaquière, dans le département de l'Hérault.

## Description
Selon la notice de l'Inventaire général et les relevés, effectués en 2002, du Centre ressources du patrimoine, l'actuel château de la Blaquière, dans son gros-œuvre, ne semble pas antérieur au XIVe siècle.
Ce monument occupe l'angle nord-est de l'ancienne fortification d'agglomération, dont il reste de nombreux vestiges dans la partie nord du village. Il est bordé par la rivière Marguerite.
La construction est faite de grès, moellons et pierre de taille, sur une élévation à quatre travées. À son angle nord-est, elle est flanquée d'une tour d'angle à toit conique avec pigeonnier orienté au sud. Une toiture à longs pans (conique pour la tour) emploie la tuile creuse et les dalles de schiste.
La porte d'entrée de l'édifice date du XVIIe siècle et présente un blason récemment restitué (11 mars 2002) d'après une sculpture conservée au cloître de la cathédrale Saint-Fulcran de Lodève, réputée provenir de Saint-Jean-de-la-Blaquière. Une porte secondaire, dans la rue des Quatre Coins, possède des montants creusés destinés à recevoir deux colonnes cylindriques.
Jusqu'au XIXe siècle, la façade nord, ouverte sur des jardins, était entièrement dégagée. Elle est aujourd'hui cachée en partie par des constructions modernes.

## Situation légale
Le château de la Blaquière est une propriété privée. Il fait l'objet d'un recensement à l'Inventaire général du patrimoine culturel.